# Santos Marcelino Pereira Neto
Santos Marcelino Pereira Neto, conhecido profissionalmente por Neto (Curitiba, 23 de julho de 1984) é um futebolista brasileiro. Atua como lateral.
Iniciou a carreira nos times de base de clubes da sua cidade natal, como: Coritiba Foot Ball Club e Malutron S/A  e em seguida no Avaí Futebol Clube. Como profissional, jogou no Tiradentes Esporte Clube, Minas Esporte Clube e WSV St. Lambrecht da Áustria.